# Себастьян Соса
Себастьян Соса (ісп. Sebastián Sosa, нар. 19 серпня 1986, Монтевідео) — уругвайський футболіст, воротар аргентинського клубу «Індепендьєнте».
Виступав, зокрема, за клуб «Велес Сарсфілд», а також національну збірну Уругваю.
Чемпіон Уругваю. Чемпіон Аргентини.

## Клубна кар'єра
Народився 19 серпня 1986 року в місті Монтевідео. Вихованець юнацьких команд футбольних клубів «Сентраль Еспаньйол» та «Пеньяроль».
У дорослому футболі дебютував 2007 року виступами за команду «Пеньяроль», у якій провів один сезон. 
Згодом з 2008 по 2012 рік грав у складі команд «Сентраль Еспаньйол», «Пеньяроль» та «Бока Хуніорс». Протягом цих років виборов титул чемпіона Уругваю.
Своєю грою за останню команду привернув увагу представників тренерського штабу клубу «Велес Сарсфілд», до складу якого приєднався 2012 року. Відіграв за команду з Буенос-Айреса наступні три сезони своєї ігрової кар'єри. Більшість часу, проведеного у складі «Велес Сарсфілда», був основним голкіпером команди. Відзначався досить високою надійністю, пропускаючи в іграх чемпіонату в середньому менше одного гола за матч.
Протягом 2015—2020 років захищав кольори клубів «Пачука», «Сакатекас», «Росаріо Сентраль», «Монаркас» та «Масатлан».
До складу клубу «Індепендьєнте» приєднався 2020 року. Станом на 29 вересня 2020 року відіграв за команду з Авельянеди 35 матчів в національному чемпіонаті.

## Виступи за збірні
У 2003 році дебютував у складі юнацької збірної Уругваю (U-17), загалом на юнацькому рівні взяв участь у 6 іграх.
У 2022 році дебютував в офіційних матчах у складі національної збірної Уругваю.
У складі збірної був учасником чемпіонату світу 2022 року у Катарі.
| Дата      | Місто      | Господарі | Результат | Гості  | Турнір           | Голи | Примітки |
| --------- | ---------- | --------- | --------- | ------ | ---------------- | ---- | -------- |
| 11-6-2022 | Монтевідео | Уругвай   | 5 – 0     | Панама | товариський матч | -    | 76'      |
| Усього    |            | Матчів    | 1         |        | Голів            | 0    |          |

## Титули і досягнення
- Чемпіон Уругваю (1):

«Пеньяроль»: 2009-2010
- Чемпіон Аргентини (1):

«Бока Хуніорс»: 2011
«Велес Сарсфілд»: 2012, 2012-2013
- Володар Суперкубка Аргентини (1):

«Велес Сарсфілд»: 2013